# イビサ島

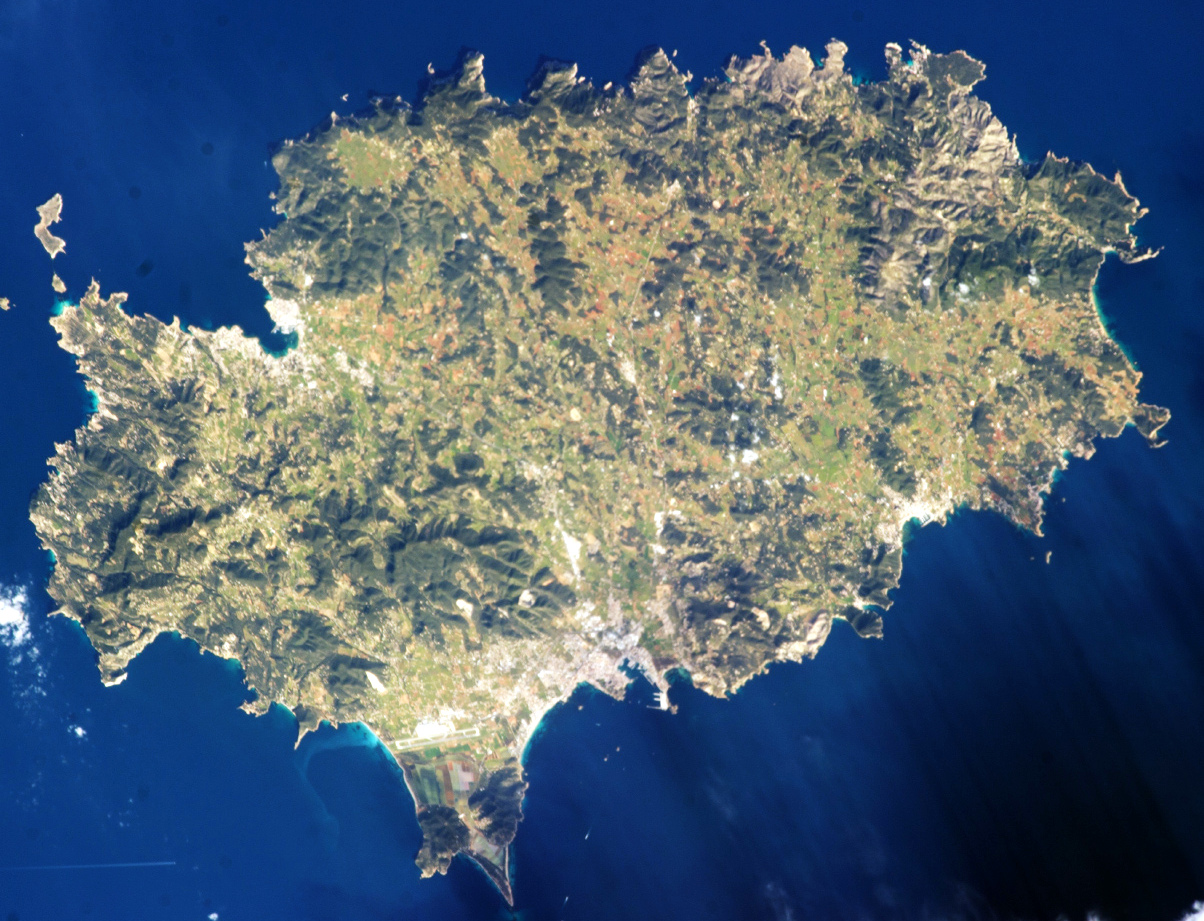
イビサ島の衛星写真

イビサ島（イビサとう、スペイン語: Ibiza [iˈβiθa]、カタルーニャ語: Eivissa [əjˈvisə]）は、地中海西部のバレアレス諸島にある島。スペイン・バレンシアの東約80kmに位置する。行政的にはスペインの自治州であるバレアレス諸島州に属し、バレアレス諸島の中で3番目に面積が大きい。正式名称は、カタルーニャ語表記のEivissa（アイヴィーサ）である。この名前はフェニキア語「Yibosim」に由来する。日本ではイビザ島表記も多い。
ハウスやテクノなどのダンス・ミュージックや、世界遺産で知られ、多くの旅行者の寄港地になっている。近年は、大資本による大型観光施設の進出も著しい。

## 地理
北東に約80kmあまり離れたバレアレス諸島最大のマヨルカ島の1/6の面積だが、ギリシャのミコノス島の5倍以上、マンハッタン島の10倍の大きさである。イビサ島と、その南にあるフォルメンテーラ島、近隣の小島は、バレアレス諸島の中でもピティウザス諸島と呼ばれている。イビサ島とフォルメンテーラ島の両島周辺の塩類平原は1993年にラムサール条約登録地となった。また、島周辺の海域にはポシドニア属の海草の藻場があり、多様な海洋生物が生息している。
中心都市は島の南部沿岸にあるアイヴィーサ。島の北部はやや複雑な海岸線を有しており、比較的湾が多く、山が海岸付近まで迫っているところもある。島の北東と南西に山地があるが、中央部東西は比較的なだらかな地形である。最高地点は西部山地のサ・タライアッサ山（標高475m）である。

## 歴史
紀元前654年、フェニキア人がこの島に港を建設し、エジプトの舞踊の神ベスに因んで「Ibossim」としたのが始まりとされる。後の「Ebusus」としてローマ人に知られていた。ギリシャ人はフォルメンテラ島とともに「松に覆われた島」の意で Πιτυοῦσσαι  と呼んだ。アッシリアの台頭によりイビサはカルタゴの支配下のフェニキア人植民地となり、染料、塩、ガルム（魚醤の一種）、羊毛などを産した。紀元前400年頃には、島のクイエラム洞窟（Cuieram）はにカルタゴの大地女神タニト（Tanit）の神殿も築かれている。以降、フェニキア人の主要交易航路上にあった。
島の支配は、地中海沿岸地域の支配権の変遷とともに、ローマ帝国やヴァンダル人、ビザンティン帝国、イスラム諸国家、アラゴン王国など、様々な勢力の間でその支配権が争われて来た。スペイン継承戦争を経てブルボン朝に置かれたスペイン王国領となる。18世紀から19世紀にはイギリス海軍によって「Ivica」として知られていた。近世以降スペインは、当初はアラゴン王国、やがてそのアラゴン王国などを統合したスペイン王国が領有して、現在に至っている。

## 文化
イビサ島が世界中から注目されるのは、戦後、この島がヨーロッパのヒッピー文化の中心となってからである。やがて1980年代終わりに、この島で息づいていたバレアリックと呼ばれる、独特の自由なダンス音楽スタイルと、そのクラブシーンの享楽的な雰囲気を、当時、英国で盛り上がっていたセカンド・サマー・オブ・ラブ世代のDJ達と、プロモーターが「発見」したことにより、英国の若者たちのパーティー・アイランドとして発展を遂げることになる。
1990年代を通して、ヨーロッパのクラブカルチャー、ダンスミュージックの中心地として君臨し、最新の音楽流行を求めて、世界中からクラバーたちが押し寄せることとなる。その後、島にあるクラブの巨大化と陳腐化、客層の低年齢化により、以前のような、先鋭的な音楽シーンは姿を消したものの、依然として欧州の若者達の最も人気な観光地である。

## 観光

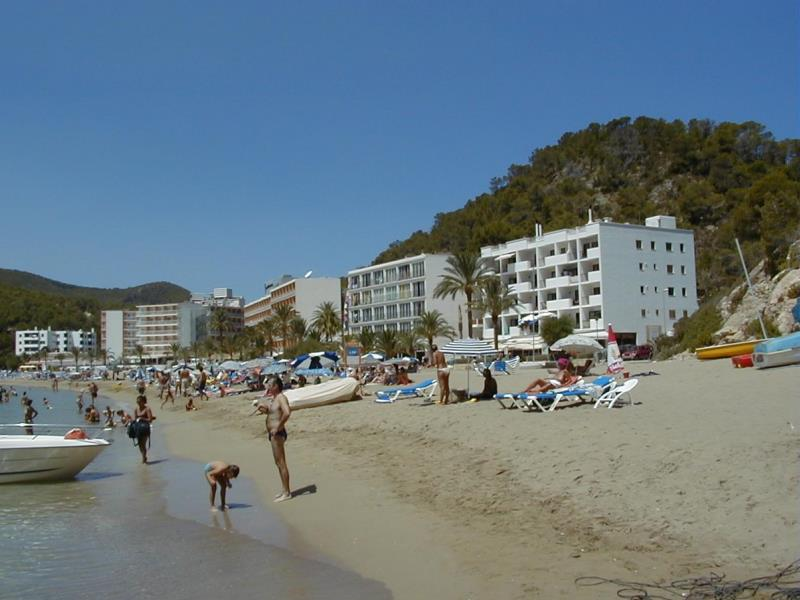
ビーチ

島には有名なクラブが多くあり、夏の間は特に世界中の有名DJたちがプレイするため、大人気の観光地となっている。またその美しい海（「地中海一きれいな海」とも称される）と砂浜も、多くの人々を惹き付けている。島の西海岸にあるバー「Cafe del mar（カフェ・デル・マール）」は、その美しい日没の風景と、バーのDJがかける独特の音楽により、世界で最も有名なバーの1つとして知られている。このバーで流されているようなリラックスできるダンス系ミュージックは、後にチルアウトミュージックと呼ばれるジャンルとして、欧州で流行する。他に有名なクラブとしては、Pacha（パチャ）やAmnesia（アムネシア）、Space（スペース）、Privilege（プリビレッジ）、Eden（エデン）、Es Paradis（エス・パラディス）、DC10などが上げられる。Amnesiaで行われる泡パーティーや、Es Paradisで行われる水パーティーは、非常に有名である。Privilegeは、植物園であった施設を改装したもので収容人数1万5000人を誇り、世界最大のクラブとしてギネス世界記録に登録されている。
音楽やクラブカルチャーが盛んなのはイビサ島の1つの側面に過ぎず、その他、老夫婦、家族連れ、カップルたちが落ち着いた雰囲気でバカンスを堪能できるという、もう1つの側面もある。海水浴、島のオーガニック食材をふんだんに使用した食文化、古くから残る中世・近世の美しい町並み等もこの島の有力な観光資源である。

## 交通
- イビサ空港
- マヨルカ島、バルセロナ、バレンシア、およびデニアとの間に定期航路が存在する。

## 世界遺産
イビサ島は島自体が、1999年にユネスコの世界遺産として登録されている。スペイン世界遺産の中では、2件目の複合遺産（自然遺産と文化遺産が共存する世界遺産）である。

### 登録基準
この世界遺産は世界遺産登録基準のうち、以下の条件を満たし、登録された（以下の基準は世界遺産センター公表の登録基準からの翻訳、引用である）。
- (2) ある期間を通じてまたはある文化圏において、建築、技術、記念碑的芸術、都市計画、景観デザインの発展に関し、人類の価値の重要な交流を示すもの。
- (3) 現存するまたは消滅した文化的伝統または文明の、唯一のまたは少なくとも稀な証拠。
- (4) 人類の歴史上重要な時代を例証する建築様式、建築物群、技術の集積または景観の優れた例。
- (9) 陸上、淡水、沿岸および海洋生態系と動植物群集の進化と発達において進行しつつある重要な生態学的、生物学的プロセスを示す顕著な見本であるもの。
- (10) 生物多様性の本来的保全にとって、もっとも重要かつ意義深い自然生息地を含んでいるもの。これには科学上または保全上の観点から、すぐれて普遍的価値を持つ絶滅の恐れのある種の生息地などが含まれる。

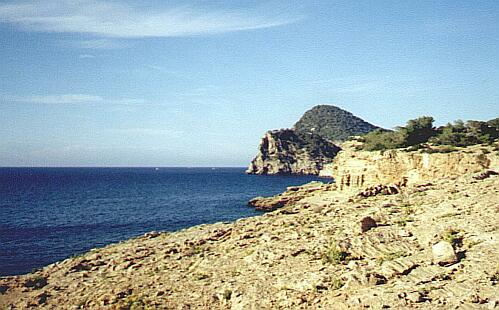
イビサ島の海岸
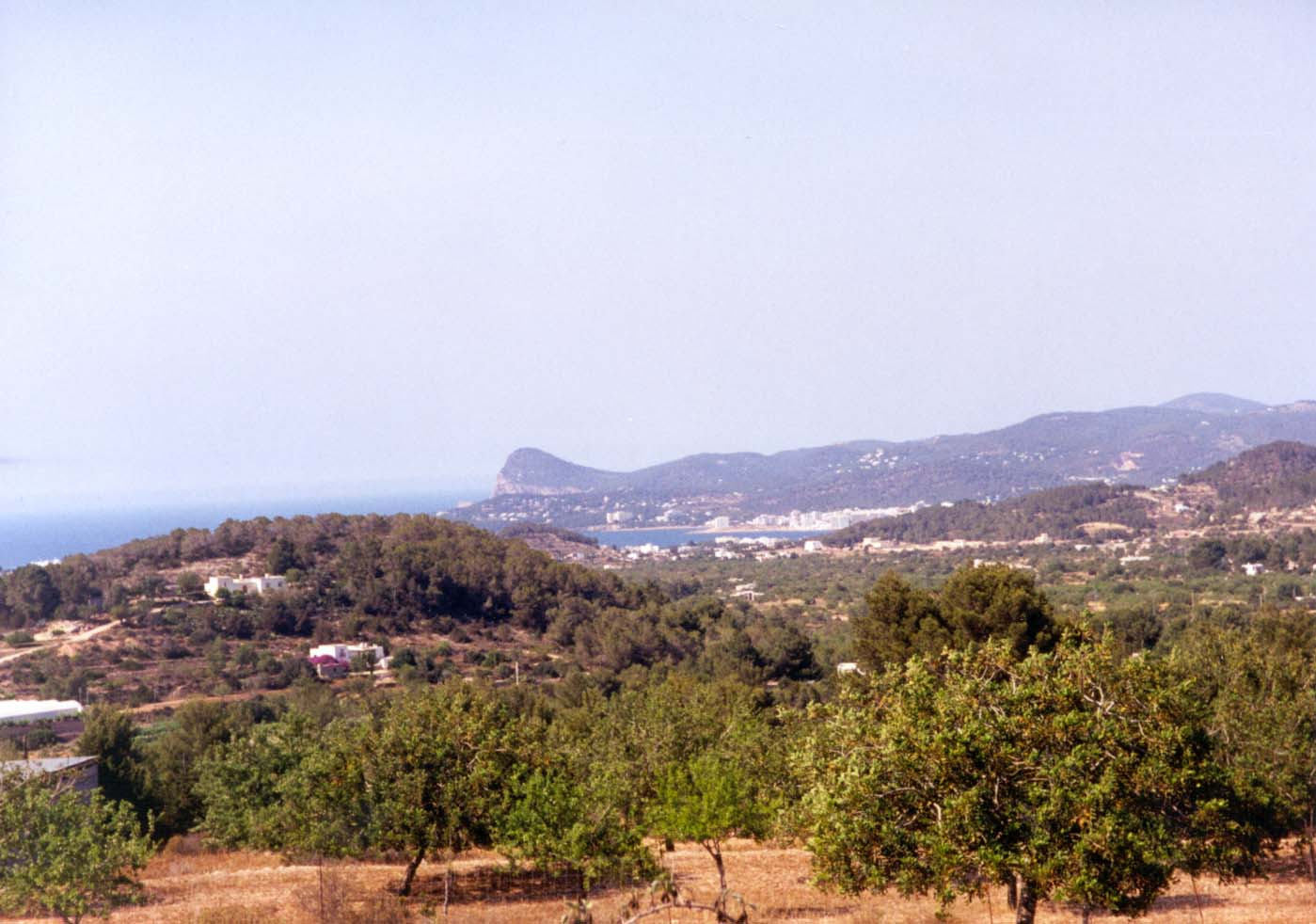
サン・アントニオ・アバド（スペイン語版）
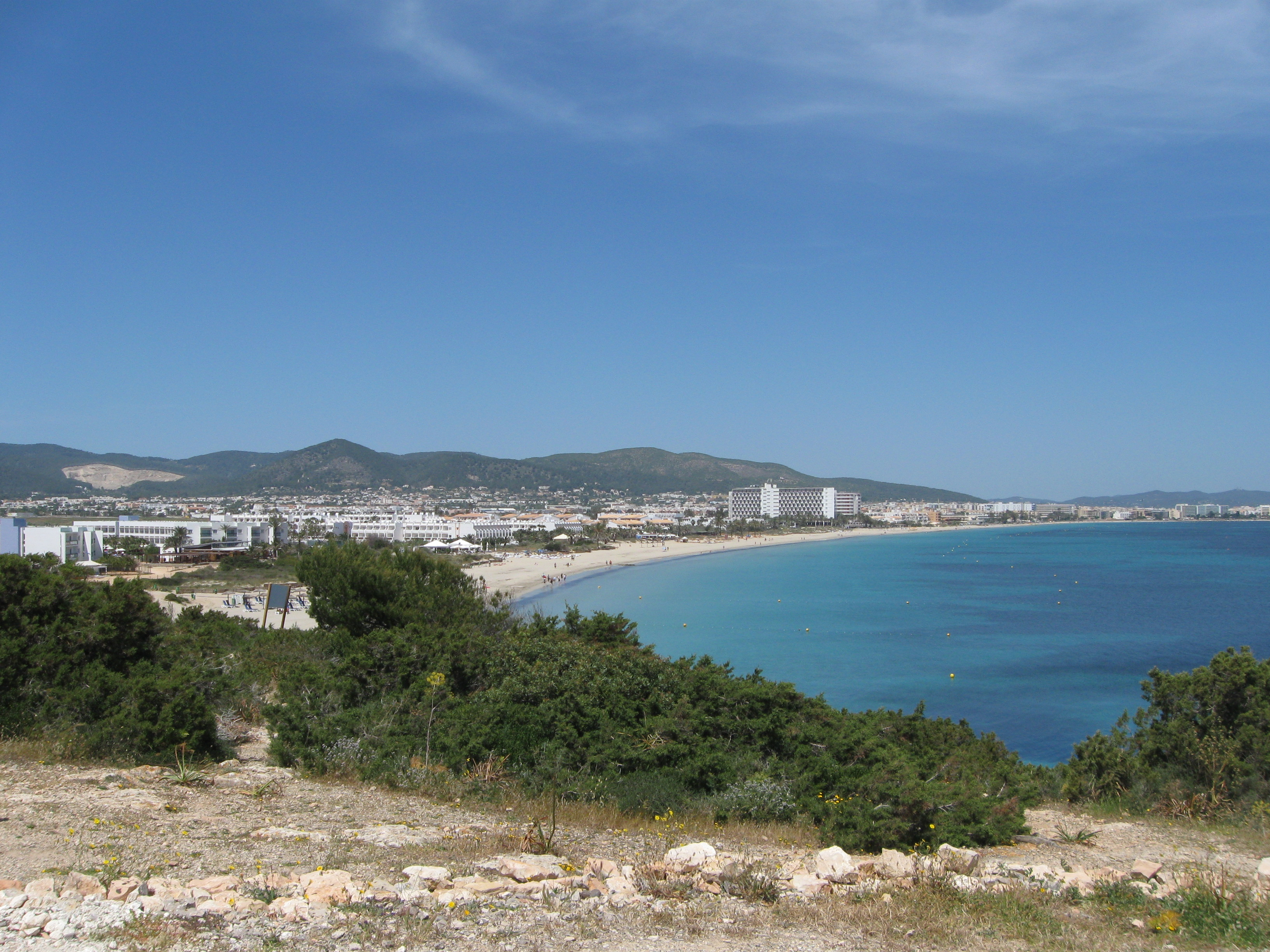
エン・ボッサ浜（スペイン語版）

## 関わりのある人物
- クリスチャン・ディオール（ファッションデザイナー、ディオール創業者） - 一時療養にこの島に居住滞在した。

## その他
- PS3、Xbox 360、PC用ゲームソフトであるテストドライブ アンリミテッド 2ではイビサ島を完全再現している。
- ワム!クラブ・トロピカーナのMVPVで使われた。